# Pierre Cossard
Pour les articles homonymes, voir Cossard.

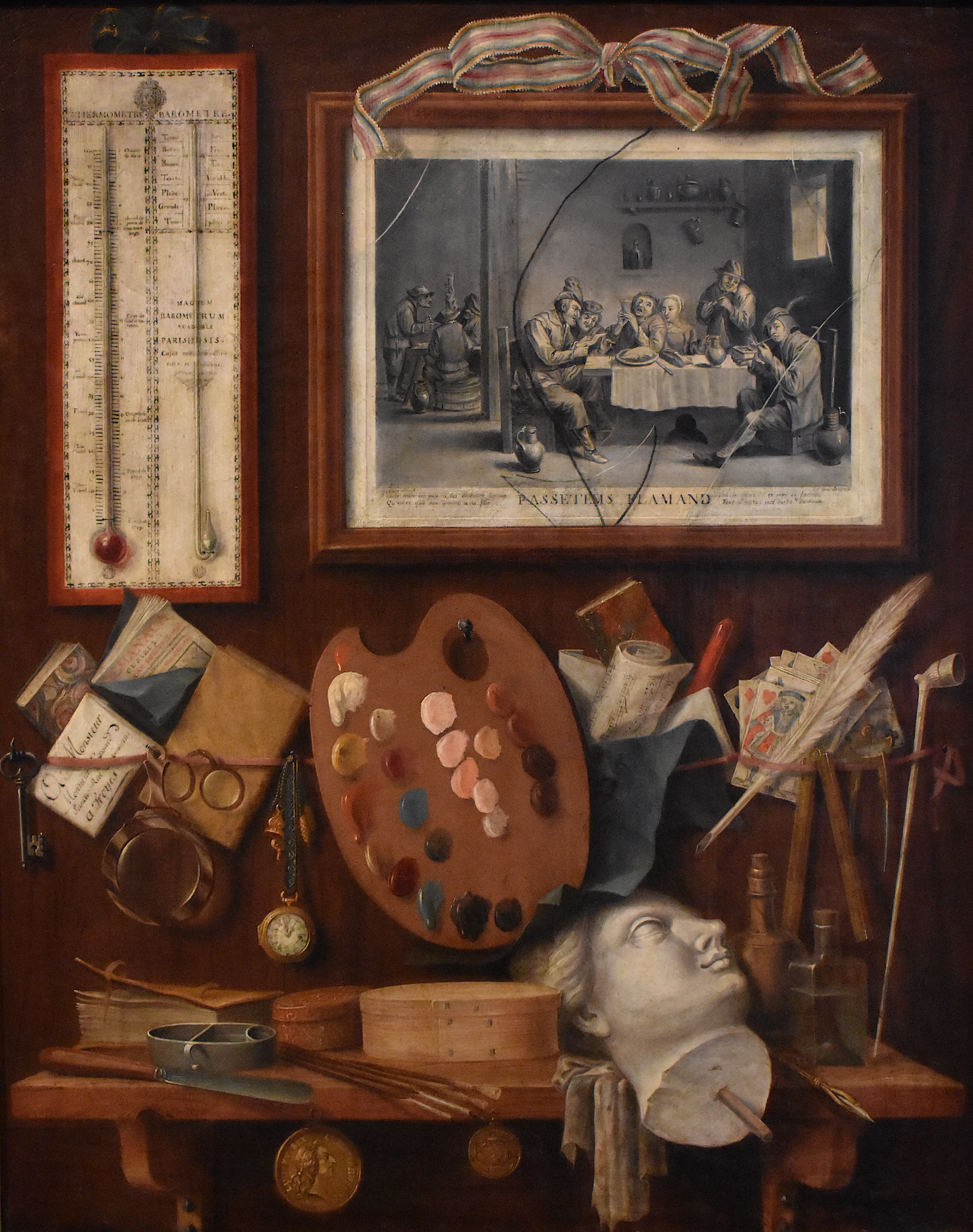
Nature morte en trompe-l’œil, 1756 (Musée des Beaux-Arts de Strasbourg)

Pierre Guillaume Cossard né à Troyes en 1720, et mort dans la même ville en 1784, est un peintre français. Il est le fils de Guillaume II Cossard et le père de Jean Cossard.

## Biographie
Pierre Cossard, né en 1720 à Troyes est le fils de Guillaume II Cossard.
Son père est un peintre troyen et sa mère est Anne Chabouillet.
Il fait partie des peintres troyens qui obtinrent de Rouillé d'Orfeuil la création d'une école gratuite de dessin à Troyes. Cette école fut soutenue par des dons privés et obtint ses lettres patentes en février 1779 ; elles furent enregistrées le 23 mars 1784.
Marié à Marie Anne Faucon, ils habitaient au 44 rue de l'Hôtel de Ville et eurent un fils Étienne Bernard qui fut militaire au 60e régiment d'infanterie. Il est mort le 28 mai 1784 dans sa ville natale.

## Collections publiques
- Bar-sur-Seine : Martyre de saint Denis, église paroissiale Saint-Étienne
- Celles-sur-Ource : Christ en croix et Marie-Madeleine, église paroissiale
- Piney : Martyre de saint Didier (Trésor des églises de Brienne-le-Château), édifice  église Saint-Didier de Villers-le-Brulé.
- Les Riceys : Martyre de saint Jean, église paroissiale ;
- Saint-Germain : Saint Augustin, église paroissiale Saint-Barthélemy ;
- Saint-Lyé : Vision de saint Lyé, église Saint-Lyé de Saint-Lyé ;
- Saint-Martin-de-Bossenay, Sacre de saint Martin, église paroissiale ;
- Thieffrain, Fuite en Égypte, église paroissiale ;
- Troyes :
  - Apparition à Marie-Madeleine  et
  - Résurrection du Christ à l'église Saint-Martin-ès-Vignes
  - Visitation, Présentation au Temple, l'Annonciation provenant de l'église st-Nizier, de retour à l'évêché (?), œuvre d'après Louis de Boulogne ;
  - Triptyque : Saint Edme, archevêque de Cantorbéry  à l'Église Saint-Nizier .